# ورزشگاه اینتر اند کو
ورزشگاه اورلاندو سیتی (به انگلیسی: Orlando City Stadium) ساخت ۲۰۱۷-۲۰۱۴، یک ورزشگاه مخصوص فوتبال در ارلندو، فلوریدا در ایالات متحده آمریکا است.
این استادیوم ورزشگاه خانگی تیم باشگاه فوتبال اورلاندو سیتی است و توسط شرکت پاپولوس طراحی گردید.